# Parc municipal Gumà i Ferran
El Parc municipal Gumà i Ferran és un parc públic de Vilanova i la Geltrú (Garraf). És una obra protegida com a Bé Cultural d'Interès Local.

## Descripció
Es tracta d'un parc jardí que segueix les pautes del romanticisme, amb l'estructura de camins que adopta formes orgàniques. Al centre hi ha un estany amb una elevació construïda artificialment amb rocalla, coronada per una figuera de la que brolla aigua. Hi ha un grup escultòric amb la figura del "Geni" simulant un home forcejant una pedra de la qual brolla aigua.
La rocalla ha estat emprada en els bancs i els parterres. Hi ha un pont amb barana de balustres. Trobem, també, un quiosc octogonal amb coberta de trencadís de ceràmica vidriada. Els fanals són de ferro colat. Es recorda a Francesc Gumà i Ferran en una pedra commemorativa.

## Història
L'any 1880 Francesc Gumà i Ferran compra a Cristóbal Parellada els terrenys entre la via i el Col·legi Samà per destinar-los a parc públic.
El parc fou inaugurat l'any 1881 amb motiu de les festes organitzades per l'arribada del ferrocarril.
Existeix un projecte de 1948 -no realitzat- del tancament del parc, fet per l'arquitecte municipal Josep Maria Miró i Guibernau.